# Jack Draper
Jack Alexander Draper  (n. 22 decembrie 2001) este un jucător profesionist de tenis din Regatul Unit. Cea mai înaltă poziție în clasamentul ATP la simplu este locul 35 mondial, în mai 2024. A câștigat un titlu ATP, la Stuttgart Open 2024.
Ca junior, Draper a fost finalist în prima și singura sa finală de Grand Slam la Campionatele de la Wimbledon din 2018 și a încheiat anul pe locul 7 la juniori. De când a devenit profesionist, Draper a câștigat șapte titluri pe Circuitul ITF și patru în ATP Challenger Tour.